# سیارک ۳۰۹۰
سیارک ۳۰۹۰ (به انگلیسی: 3090 Tjossem، نامگذاری:1982AN) سه هزار و نودمین سیارک کشف شده‌است که در ۴ ژانویه ۱۹۸۲ کشف شد.
قدر مطلق سیارک برابر ۱۲٫۱۰ است.